# Wayne Perrey
Wayne Perrey is een Britse acteur en danser waarvan alleen op dit moment bekend is dat hij bruine ogen en bruin haar heeft. Bij zijn acteertalent maakt hij gebruik van zijn vaardigheid met de accenten van Yorkshire, Lancashire en Amerika. Tevens is hij vaardig op de piano en saxofoon en is goed in skiën op water en sneeuw.
Hij speelde onder andere in de televisieseries Doctors, Holby City en vooral met 20 episodes als DC. Parvez Lateef, de zogenaamde Indiase assistent van Dalziel & Pascoe. De 20e episode The Cave Woman was tevens zijn laatste optreden in deze serie, want aan het eind van deze aflevering blijkt Lateef te zijn verdronken.
Perrey speelde ook in een aantal theaterproducties bij London Shaftesbury/Plymouth Theater Royal en London Apollo Victoria.